# Coppa FIRA 1979-1980
La Coppa FIRA 1979-80 (in francese Trophée européen FIRA 1979-80), anche Coppa Europa 1979-80, fu il 20º campionato europeo di rugby a 15 organizzato dalla FIRA.
Si tenne dal 30 settembre 1979 al 25 maggio 1980 tra 6 squadre che si affrontarono con la formula del girone unico.
Il trofeo fu vinto per la diciassettesima volta dalla Francia che si impose a punteggio pieno.
Al secondo posto, a pari punti, si classificarono Romania, Unione Sovietica e Italia, ciascuna delle quali autrice di una vittoria contro una delle altre due; per differenza punti, tuttavia, gli azzurri finirono fuori dal podio della competizione.
La seconda divisione vide la vittoria a punteggio pieno della Spagna, così tornata nella massima serie dopo un solo anno.
Nella terza si registrò l'esordio di Danimarca e Tunisia, che guadagnò l'accesso alla seconda divisione rimpiazzando la retrocessa Svezia.

## Squadre partecipanti
| 1ª divisione     | 2ª divisione   | 3ª divisione |
| ---------------- | -------------- | ------------ |
| Francia          | Germania Ovest | Belgio       |
| Italia           | Jugoslavia     | Danimarca    |
| Marocco          | Paesi Bassi    | Tunisia      |
| Polonia          | Spagna         |              |
| Romania          | Svezia         |              |
| Unione Sovietica |                |              |

## 1ª divisione
| Data       | Incontro                      | Risultato | Sede             |
| ---------- | ----------------------------- | --------- | ---------------- |
| 30-9-1979  | Polonia ― Italia              | 3-13      | Sochaczew        |
| 28-10-1979 | Unione Sovietica ― Italia     | 9-0       | Mosca            |
| 18-11-1979 | Romania ― Polonia             | 49-15     | Bucarest         |
| 25-11-1979 | Marocco ― Unione Sovietica    | 3-11      | Casablanca       |
| 2-12-1979  | Francia ― Romania             | 30-12     | Montauban        |
| 22-12-1979 | Italia ― Marocco              | 34-6      | Benevento        |
| 3-2-1980   | Marocco ― Francia XV          | 4-33      | Casablanca       |
| 17-2-1980  | Francia XV ― Italia           | 34-6      | Clermont-Ferrand |
| 13-4-1980  | Italia ― Romania              | 24-17     | L'Aquila         |
| 27-4-1980  | Polonia ― Marocco             | 28-13     | Bytom            |
| 30-4-1980  | Romania ― Marocco             | 41-11     | Costanza         |
| 11-5-1980  | Romania ― Unione Sovietica    | 23-6      | Bucarest         |
| 15-5-1980  | Polonia ― Francia XV          | 0-42      | Łódź             |
| 18-5-1980  | Unione Sovietica ― Francia XV | 7-18      | Mosca            |
| 25-5-1980  | Unione Sovietica ― Polonia    | 54-10     | Mosca            |

|               | Classifica       | G | V | N | P | PF  | PS  | P±   | PT |
| ------------- | ---------------- | - | - | - | - | --- | --- | ---- | -- |
|               | Francia          | 5 | 5 | 0 | 0 | 169 | 32  | +137 | 15 |
|               | Romania          | 5 | 3 | 0 | 2 | 142 | 86  | +56  | 11 |
|               | Unione Sovietica | 5 | 3 | 0 | 2 | 87  | 54  | +33  | 11 |
|               | Italia           | 5 | 3 | 0 | 2 | 80  | 81  | -1   | 11 |
|               | Polonia          | 5 | 1 | 0 | 4 | 56  | 171 | -115 | 7  |
| Retrocessione | Marocco          | 5 | 0 | 0 | 5 | 37  | 147 | -110 | 5  |

## 2ª divisione
| Data       | Incontro                     | Risultato | Sede       |
| ---------- | ---------------------------- | --------- | ---------- |
| 20-11-1979 | Svezia ― Germania Ovest      | 4-10      | Sollentuna |
| 4-11-1979  | Paesi Bassi ― Svezia         | 12-0      | Hilversum  |
| 25-11-1979 | Germania Ovest ― Spagna      | 0-13      | Hannover   |
| 16-12-1979 | Jugoslavia ― Paesi Bassi     | 10-6      | Lubiana    |
| 22-12-1979 | Spagna ― Jugoslavia          | 25-3      | Madrid     |
| 30-3-1980  | Paesi Bassi ― Germania Ovest | 16-10     | Hilversum  |
| 28-4-1980  | Spagna ― Paesi Bassi         | 28-3      | Barcellona |
| 3-5-1980   | Germania Ovest ― Jugoslavia  | 6-6       | Hannover   |
| 17-5-1980  | Jugoslavia ― Svezia          | 14-4      | Spalato    |
| 9-6-1980   | Svezia ― Spagna              | 27-39     | Uppsala    |

|               | Classifica     | G | V | N | P | PF  | PS | P±  | PT |
| ------------- | -------------- | - | - | - | - | --- | -- | --- | -- |
|               | Spagna         | 4 | 4 | 0 | 0 | 101 | 33 | +68 | 12 |
|               | Jugoslavia     | 4 | 2 | 1 | 1 | 33  | 41 | -8  | 9  |
|               | Paesi Bassi    | 4 | 2 | 0 | 2 | 37  | 44 | -7  | 8  |
|               | Germania Ovest | 4 | 1 | 1 | 2 | 26  | 39 | -13 | 7  |
| Retrocessione | Svezia         | 4 | 0 | 0 | 4 | 35  | 75 | -40 | 4  |

## 3ª divisione
| Data       | Incontro            | Risultato | Sede       |
| ---------- | ------------------- | --------- | ---------- |
| 14-10-1979 | Belgio ― Danimarca  | 52-8      | Bruxelles  |
| 3-2-1980   | Belgio ― Tunisia    | 7-11      | Tunisi     |
| 3-5-1980   | Danimarca ― Tunisia | 13-19     | Copenaghen |

|  | Classifica | G | V | N | P | PF | PS | P±  | PT |
|  | ---------- | - | - | - | - | -- | -- | --- | -- |
|  | Tunisia    | 2 | 2 | 0 | 0 | 30 | 20 | +10 | 6  |
|  | Belgio     | 2 | 1 | 0 | 1 | 59 | 19 | +40 | 4  |
|  | Danimarca  | 2 | 0 | 0 | 2 | 21 | 71 | -50 | 0  |